# 九井諒子作品集 龍可愛的七個孩子
《九井諒子作品集 龍可愛的七個孩子》（日语：九井諒子作品集 竜のかわいい七つの子）是日本漫畫家九井諒子的作品集，收錄了七篇短篇奇幻漫畫，其中六篇原本發表於漫畫雜誌《Fellows!》或個人誌，另有一篇是新繪製的作品。
本作於2012年10月15日在日本出版，於2013年獲得「漫畫大賞」第七名及「THE BEST MANGA 這本漫畫必讀！」第八名。

## 收錄篇章
1. 〈龍之小塔〉：原刊載於enterbrain旗下雜誌《Fellows!》[註 2]2011年8月號（第18期）[3]。
2. 〈人魚禁獵區〉：原刊載於2011年5月發表的個人誌[3]。
3. 〈我的神明大人〉：原刊載於《Fellows!》增刊《Fellows!(Q)》2011年秋季號「Quiet」（創刊號）[3][4]。
4. 〈狼不會說謊〉：原刊載於《Fellows!》2012年6月號（第23期）[3]。
5. 〈貧窮的白祿〉：原刊載於2011年10月發表的個人誌[3]。
6. 〈龍鳴叫道孩子真可愛〉：唯一全新繪製的短篇[3]。
7. 〈犬谷家的人們〉：原刊載於《Fellows!(Q)》2012年秋季號「Q.E.D.」（第3期）[3][1]。

## 劇情

### 第一話〈龍之小塔〉
山國和海國因領土之爭而瀕臨開戰，但兩國之間唯一的聯絡道路有龍在塔上築巢生蛋，無法通行，只能等待幼龍離巢才能開戰。在山國，因為商路斷絕，一向仰賴海國出口的鹽嚴重短缺，令尤露卡苦惱不已。海國商人沙南靠著單獨通過塔下而免於龍攻擊，被山國俘虜後表示願意幫助雙方運送交換鹽、酒等物資。一段時間過去，到了幼龍即將離巢時，兩軍佈陣對峙。幼龍飛出了巢穴，隨即不支墜地，山國將領不顧勸阻往幼龍射箭想激怒大龍，被尤露卡持棍棒一擊而失了準頭。受到驚嚇的幼龍拼命飛起，望著這個景象，兩國的士兵都露出了笑容，敵意也不那麼強烈了。幼龍往遠方飛去，塔上尤露卡向沙南請求要一起去看海。

### 第二話〈人魚禁獵區〉
劇情設定在一個有人魚存在的小鎮。高中生阿準兩度救了一隻爬上岸而差點出意外的人魚，雙方意外地能進行基本溝通。人魚表示牠想要去阿準的學校，阿準於是準備了推車帶牠上岸逛逛，卻遭到包含朋友阿濱等人的異樣眼光。阿濱批評阿準只是在自我滿足，明明不確定能完全互相理解，就不顧後果地讓人與人魚的分界變得曖昧。聽了這番話阿準頗感煩悶。要送人魚回海裡時，人魚將阿準推下水，用鐵桶罩住阿準的頭。阿準驚慌過度而大力將人魚推開，人魚露出哀傷的表情游回海底。回到岸上，阿準回想，人魚應該是想用鐵桶內存留的空氣帶他到海底看看，而不理解他的卻傷了牠的心，認為自己太自以為是而自責不已。後來阿準立定了報考科系——「海洋研究」，想對人魚有更多理解，而阿濱也表示會支持他。劇尾顯示人魚待在海濱碼頭，旁邊還留著當初給阿準戴上的鐵桶。

### 第三話〈我的神明大人〉
女國中生福原雪枝因為考試壓力而悶悶不樂，在山後遇見了有著魚外表的山林之神。山林之神因為後山遭人類開發而無處可歸，雪枝於是將牠和魚一起養在家裡的水槽裡。雪枝向祂祈求考試順利，但日漸衰弱的祂無能為力。山林之神逐漸消失，考試的重擔也持續壓迫著雪枝。看著雪枝難過的樣子，父親安慰她，無論考試結果如何，她都會成為很棒的人。一段時間後，因為雪枝細心照料水槽，使山林之神成為了水槽之神，得以繼續存留。雖然祂答應會保佑雪枝考試順利，但雪枝還是落榜了。雪枝不禁吐槽祂根本不是神也不是佛。

### 第四話〈狼不會說謊〉
大學生梅谷啟二是一名「狼男症候群」（WWS）患者，每個月都有一天會變成狼，且發病前後會陷入一段如爛醉般亢奮的「充電期」，事後毫無記憶。一次發病後，啟二遇到了「充電期」搭訕的女生倉島沙耶，沙耶提到他當時談了許多有關母親梅谷由加里的事，建議他直接告訴她本人比較好。從小啟二就因WWS而吃盡苦頭、人緣極差，他想靠吃藥來抑制症狀，但母親不允許，加上母親到處分享養育WWS小孩的經驗談，導致啟二心中一直認為母親利用自己。聽了沙耶的建議後，他便將這些話直接向母親說。
後來啟二直接去拿藥，藥確實有效，啟二於是和沙耶正常地碰面。然而，聽了沙耶的話，啟二發現他誤會了，他當時聊的其實是對母親的感謝和抱歉。因為藥的關係，啟二血壓過低而昏倒送醫。醒來後，看著淚流滿面、面露擔心的母親，啟二將他真正想表達的感激和愧疚說出了口，心中累積的疙瘩也不復存在。知道啟二有WWS後，沙耶笑著告訴啟二他在「充電期」時一直纏著她的糗事，令母子倆尷尬不已。

### 第五話〈貧窮的白祿〉
畫家高川白祿的畫作相當受歡迎，畫中物栩栩如生，因為真實到彷彿要從紙上飛出來，所以白祿總會把畫中物的一眼留白。然而，白祿的弟子偷了他的錢，害他窮困潦倒，妻子離開了他，兒子也已進城當醫生多年。山窮水盡的白祿想到了一個方法，他將家中一幅自己畫作的贗品中的人和馬點上了眼睛，成了活生生的紙人和紙馬。白祿騎上紙馬，帶著紙人前往收藏自己畫作的人家，打算將畫作上的珍奇異獸（龍、虎等）點上眼睛，再叫紙人把牠們抓起來賣錢，維持生計。然而，紙人本事不夠，第一趟捕虎只抓到了一隻小老虎。白祿的墨汁即將用盡，第二趟捕龍恐怕是最後機會。這回紙人成功取得價值非凡的龍鱗，但一旁的白祿給龍喚來的雷打到，昏迷不醒。也因爲龍的關係，外頭下著大雨，紙人不顧自己被雨淋得糊掉，硬是背著白祿騎虎找到了白祿的兒子。雖然龍鱗治好了白祿，但紙人已經在雨中徹底糊掉消失了。白祿醒來後，兒子告訴他那幅贗品其實是以前他臨摹父親畫作所畫的，認為如今是那幅畫將兩人重新聯繫起來，詢問白祿要不要來和他一起住，白祿感動地流下了眼淚。

### 第六話〈龍鳴叫道孩子真可愛〉
國王生了重病，王子俊想到山上找龍鱗來醫治父王，詢問山腳下的村民後，只有一名女子遙自願幫助她。遙多年前失去了孩子，而俊則自幼喪母，同樣失去親人這點讓兩人頗有共鳴。接近龍的巢穴時，俊的侍衛發現遙其實是刺客，但為時已晚。遙告訴被暗中下毒而無法抵抗的俊，當年國王害死了他的兒子，所以她要殺了俊以牙還牙。俊請求遙先讓他取得龍鱗，他潛入懸崖上龍的巢穴打算埋伏，卻遭到龍攻擊，情急下拿起龍蛋當要脅。遙見狀憤怒不已，斥責俊不應拿孩子當肉盾，兩人拉扯下蛋掉下了懸崖。龍搶救不及後就掉頭遠去，而遙終究下不了手殺俊，於是留他一個人在巢穴裡，縱身下崖。侍衛找到俊的同時，也在巢穴裡找到龍脫落的龍鱗。遙到了山下後，看到龍蛋裡的幼龍其實沒死，還把孵化出來後第一眼看到的遙當成了母親。遙露出了笑容，帶著幼龍踏上牠尋找同伴的旅途。

### 第七話〈犬谷家的人們〉
犬谷家的成員天生就有超能力，但只有在家裡才會使用，平時出外時都隱藏起來。一天，眾人為了慶祝雙胞胎姊妹亞里沙和由里加能力覺醒而舉辦了派對，但亞里沙一直為相較家人之下平凡無奇的超能力——把身上穿的衣服變成睡衣深感自卑。此時，大學生偵探銅田一耕助因雨而前來借宿一晚。因為亞里沙和由里加的爺爺、叔叔、阿姨習慣性地在家使用了超能力，為了瞞過當場目擊的銅田一，三人只好裝死，而銅田一就以為屋裡發生了連環殺人時間。銅田一推理出的結果是「其實有三胞胎姊妹一起犯案」（當然是錯的），亞里沙和由里加的父母無法接受而用超能力打昏了他。眼看警察即將到場而銅田一昏倒在地，眾人因無法擺脫嫌疑而焦急不已，亞里沙情急之下使用了超能力，將銅田一的衣服換成了睡衣，等他醒來後就謊稱他一進屋子就睡倒了，成功消弭了整起事件，而亞里沙也終於有了自信。

## 出版書籍
| 卷數 | KADOKAWA       | KADOKAWA               | 青文出版社    | 青文出版社            | 百花文艺出版社 | 百花文艺出版社         |
| 卷數 | 發售日期       | ISBN                   | 發售日期      | ISBN / EAN            | 發售日期       | ISBN                   |
| ---- | -------------- | ---------------------- | ------------- | --------------------- | -------------- | ---------------------- |
| 全   | 2012年10月15日 | ISBN 978-4-04-728408-1 | 2015年4月25日 | EAN 471-8-01-601234-9 | 2024年         | ISBN 978-7-5306-8667-6 |

## 評價
2013年，本作榮獲日本「漫畫大賞」第七名，並獲得由雜誌《Freestyle》評選的「THE BEST MANGA 這本漫畫必讀！」第八名。在日本書籍網站読書メーター上，本作獲得多數用戶的好評，該網站根據全部890篇評論給出了80%的分數（截止至2020年5月）。
美國方面，動畫新聞網的蕾貝卡·西爾弗曼（Rebecca Silverman）稱讚本作的題材相當多樣創新，作者以各種手法詮釋核心主題——愛或失去，各個給人的感受都不同，讓人有在看多人作品集的錯覺，令人印象深刻。對於各個篇章的情節，西爾弗曼也給予了不錯的評價，唯一批評的點在於有些畫面和氣氛不搭調。動漫與輕小說網站TheOASG的編者也給予本作好評。

## 備註
1. 此為日文原版的英文副標題，英譯本的標題為Seven Little Sons of the Dragon: A Collection of Seven Stories。
2. 1 2  2013年2月15日起改名為《Harta》[1][2]。
3. ↑  指由作者自行出版的紙本作品。
4. ↑  譯者：鈴蘭[5]
5. ↑  首刷贈送特製長海報（臺灣獨家）[5]。

## 外部連結
- 官方网站（日語）
- 封面設計訪談（页面存档备份，存于）（日語）